# Cantone di Nasbinals
Il Cantone di Nasbinals era una divisione amministrativa dell'arrondissement di Mende.
È stato soppresso a seguito della riforma complessiva dei cantoni del 2014, che è entrata in vigore con le elezioni dipartimentali del 2015.
Comprendeva i comuni di:
- Grandvals
- Malbouzon
- Marchastel
- Nasbinals
- Prinsuéjols
- Recoules-d'Aubrac